# 圈项鲾
圈项鲾（学名：Nuchequula mannusella）也称黄棘颈斑鲾，为鲾科项鲾属的一种，分布于中国南部海域。模式标本采集自台湾嘉义县东石渔港的市场中。